# Bernard Maurey
Bernard Maurey (1948) é um matemático francês, que trabalha com análise funcional e especialmente a teoria dos espaços de Banach.
Obteve um doutorado em 1973 na Universidade Paris VII, orientado por Laurent Schwartz, com a tese Théorèmes de factorisation pour les opérateurs linéaires à valeurs dans les espaces Lp. Maurey é professor da Universidade Paris VII e membro do Laboratoire d'Analyse et de Mathématiques Appliquées do Centre national de la recherche scientifique (CNRS) da Université Paris-Est-Marne-la-Vallée.
Foi palestrante convidado do Congresso Internacional de Matemáticos em Vancouver (1974).